# 11º Festival di San Remo 1961
11º Festival di San Remo 1961 è il decimo EP di Mina, pubblicato dall'etichetta discografica Italdisc nel 1961.

## Storia
Sulla  copertina ufficiale (JPG). URL consultato l'11 dicembre 2016 (archiviato dall'url originale il 20 dicembre 2016). è intitolato 11º Festival di San Remo 1961 perché raccoglie le due canzoni con cui Mina partecipò a quel Festival, oltre a due sue cover di brani di altri artisti presentati nella stessa gara.
Nelle cover, Mina canta accompagnata dal maestro Tony De Vita con la sua orchestra.
| Titolo             | Piazzamento a Sanremo 1961 | Interpreti nelle varie serate         |
| ------------------ | -------------------------- | ------------------------------------- |
| Io amo tu ami      | 4º posto                   | Mina e Nelly Fioramonti               |
| Le mille bolle blu | 5º posto                   | Mina e Jenny Luna                     |
| Come sinfonia      | 6º posto                   | Pino Donaggio e Teddy Reno            |
| Che freddo         | Non accede alla finale     | Luciano Rondinella e Edoardo Vianello |

Questi brani sono stati inseriti da Mina anche nei suoi primi due singoli del 1961 (Italdisc MH 79 e MH 80) e, tranne Che freddo, fanno parte dell'album Due note pubblicato a settembre dello stesso anno.
Si trovano tutti anche nella raccolta Ritratto: I singoli Vol. 2 del 2010, che comprende i 45 giri prodotti in questo periodo.

### Edizioni internazionali
EP con le stesse tracce, a volte ordinate diversamente, sono presenti nella Discografia di Mina fuori dall'Italia, i più comuni sono stati editi in:
- Francia, Festival de San Remo (Festival IT 45 1012 S)[3]
- Svezia, Canta San Remo 1961 (Artist AEP 1081)[3]
- Spagna, San Remo 1961 (Discophon 17.123).[4]

## Tracce
Lato A
1. Le mille bolle blu – 3:52 (testo: Vito Pallavicini – musica: Carlo Alberto Rossi; edizioni musicali Carlo Alberto Rossi/Ariston)
2. Che freddo – 2:49 (testo: Carlo Rossi – musica: Edoardo Vianello; edizioni musicali Leonardi)

Lato B
1. Io amo tu ami – 3:23 (testo: Enzo Bonagura – musica: Gino Redi; edizioni musicali Radiofilmusica)
2. Come sinfonia – 2:37 (Pino Donaggio; edizioni musicali Accordo)